# 奏みみ
奏 みみ（かなで みみ）は、日本のバーチャルYouTuber。歌って踊ることが大好きなスーパーキャットシンガー。YouTubeとTikTokを中心に活動し、TikTokでは約24万人のファンを獲得。

## 来歴
2018年12月からYouTubeでの活動を開始。
2020年、猫から人型に変身できるようになり、初の自身作詞作曲のオリジナル曲「君色」「ごろごろ - GROW GROW」をリリース。
変身ソングである「MiMi the Super Cat」は、影山ヒロノブ氏が作詞作曲を担当した。
2021年7月にリリースされた1stアルバム『CAT STREET』では、ほとんどの楽曲の作詞作曲を自身が担当。iTunesなど各種楽曲配信サイトでチャートインを果たした。
2021年11月、新レーベル「Acro」より4thシングル「sugao」をリリース。2022年は5thシングル「バイプレイヤー・スター」、6thシングル「ナニサマ？」、7thシングル「アンダーパスドリーマー」をリリースし、楽曲やMVクオリティで高い評価を得ている。
2021年10月22日に「VTuber Fes Japan 2022」のオーディションにチャレンジャー部門で出場し、最終審査で1位となる。後に集計漏れがあったことが判明し、再集計の結果たみーに逆転され2位となるも、一度は1位と発表されたことから、両者揃ってのイベント出場が決定した。
2023年に1stリアルワンマンライブ「アンダーパスドリーマー」をHareza池袋にて開催。